# 1-ブテン
1-ブテン(1-Butene)または1-ブチレン(1-Butylene)は、直鎖状のα-アルケンの1つで、ブテンの異性体の1つである。化学式は、CH3CH2CH=CH2である。無色で可燃性があり、容易に濃縮される気体である。

## 反応
1-ブテン自体は安定であるが、すぐに重合してポリブテンになる。主な用途は、リニアポリエチレンのような特殊なポリエチレンの製造原料である。ポリプロピレン樹脂、エポキシブタン、メチルエチルケトン（2-ブタノン）等の前駆体としても用いられる。

## 製造
1-ブテンは、原油C4留分の精製流の分離やエチレンの二量化により作られる。前者では、1-ブテンと2-ブテンの混合物、後者では末端アルケンのみができる。蒸留を行うことで、かなり高純度で精製できる。2011年には、推定120億kgの生産量があったと推定されている。